# Kemijská sámština
Kemijská sámština je mrtvý východosámský jazyk z ugrofinské větve uralské jazykové rodiny. Ještě v 18. století se vyskytovala v jižních částech finského Laponska, mrtvým jazykem se stala v průběhu 19. století. 
Dochoval se v ní překlad Otčenáše a dvě básně od Olofa Sirmy, Guldnasas a Moarsi favrrot, publikované v knize Lapponia od Johanna Scheffera v Uppsale roku 1673. V roce 1829 byl finským knězem Jacobem Fellmanem sepsán krátký slovník.

## Vzorový text
| kemijská sámština | Äätj miin, ki lak täivest. Paisse läos tu nammat. Alda pootos tu väldegodde. Läos tu taattot nou täivest, ku ädnamest. Adde miji täb päiv miin juokpäiv laip ja adde miji miin suddoit addagas, nou ku miieg addep miin velvolidäme. Ja ale sääte miin kjäusaussi. Mutto tjouta miin pahast. Tälle tu li väldegodde, vuöjme ja kudne ijankaikisest. Amen. |
| čeština           | Otče náš, jenž jsi na nebesích. Posvěť se jméno tvé, přijď království tvé, buď vůle tvá jako v nebi, tak i na zemi. Chléb náš vezdejší dej nám dnes a odpusť nám naše viny, jako i my odpouštíme našim viníkům, a neuveď nás v pokušení, ale chraň nás od zlého. Neboť tvé je království i moc i sláva navěky. Amen.                                      |